# The Devil In I
«The Devil in I» (с англ. — «Дьявол во мне») — второй сингл группы Slipknot с альбома .5: The Gray Chapter. До его выхода группа также выпустила промо-сингл The Negative One.
В интервью для Loudwire Кори Тейлор рассказал, что басист и барабанщик будут носить одни и те же маску, так как группе казалось, что было неуважительно создавать для них индивидуальные маски. Музыкальное видео было опубликовано 12 сентября 2014 года. Хотя новый басист и барабанщик появились, они были в масках и их имена так и не объявили, но личность нового бас-гитариста Алессандро Вентурелла была раскрыта фанатами из-за его тату на руке, которое заметно в клипе.

## Публикация
Вскоре после публикации The Negative One на их официальном сайте был размещен другой отсчет времени, по которому фанаты должны были вернуться 11 августа, в 10 часов утра, чтобы увидеть «специальное сообщение». Анонс был отложен, но, в конце концов, была раскрыта обложка нового сингла и название «The Devil in I». Новость оказалась не очень радостной для поклонников, так как Кори уже раскрыл название сингла в интервью для BBC Radio 1 по 4 августа.

## Видеоклип
Сюжет клипа развивается нелинейно. В нём участники группы в черных комбинезонах играют песню в клинике для умалишённых, в окружении поклонников в смирительных рубашках с новым логотипом группы. В ходе видео новый барабанщик и басист видны в нескольких сценах в электрических инвалидных колясках. В течение клипа участники группы, будучи в белых комбинезонах и старых масках, погибают один за другим: Криса Фена заклёвывают вороны, Сид Уилсон съедает себя, на Крейга Джонса набрасывается и загрызает собака, Кори Тейлор, сидя за столом, взрывает себя, Шон Крехан, поджигая себя, вешается, Джеймс Рут взрывает себя подобно Кори, Мик Томсон разрывает маску и плоть на своём лице. Это метафора смерти старого Slipknot и начало нового. После этого «ожившие» участники группы в белых окровавленных комбинезонах и новых масках окружают барабанщика и басиста и закалывают их. Это может быть воспринято как своего рода посвящение в банду. Также в клипе можно заметить двух девушек в красных покрывалах из предыдущего клипа The Negative One. И еще можно заметить в что все участники кроме Алессандро и Джея носят старые маски: Кори, Крейг и Мик носят маски из альбома All Hope Is Gone, а Сид и Джеймс носили те маски, в которых они были в Ozzfest 2013 Japan. Крис носил зеленую маску лжеца из Memorial World Tour, а Шон носил свою старую маску из альбома Iowa.

## Участники записи
- (#0) Сид Уилсон — диджей
- (#3) Крис Фен — перкуссия, бэк-вокал
- (#4) Джим Рут — гитара
- (#5) Крэйг «133» Джонс — семплинг
- (#6) Шон «Клоун» Крехан — перкуссия, бэк-вокал
- (#7) Мик Томсон — гитара
- (#8) Кори Тейлор — вокал
- Алессандро Вентурелла — бас-гитара
- Джей Вайнберг — ударные